# Malung-Sälen
Malung-Sälen è un comune svedese di 10 384 abitanti, situato nella contea di Dalarna. Il suo capoluogo è la città omonima, che conta circa 6 000 abitanti. La municipalità si estende per la maggior parte su una zona di basse montagne coperte da foreste: per questo, è una delle meno densamente popolate della zona centrale del paese.

## Località
Nel territorio comunale sono comprese le seguenti aree urbane (tätort):
- Lima
- Limedsforsen
- Malung
- Malungsfors
- Sälen
- Transtrand
- Yttermalung

## Amministrazione

### Gemellaggi
- Ringe
- Viiratsi
- Voss
- Ylivieska